# Тит Статілій Тавр (консул 44 року)
Тит Статі́лій Тавр (лат. Titus Statilius Taurus; 11—53 роки н. е.) — політичний діяч ранньої Римської імперії, консул 44 року.

## Життєпис
Походив з роду нобілів Статілієв. Син Тита Статілія Тавра, консула 11 року, та Валерії Мессаліни. У 44 році став консулом разом з Гаєм Саллюстієм Криспом Пассієном. З 52 до 53 року як проконсул керував провінцією Африка. Повернувшись з провінції, Тавр був звинувачений Тарквітіем Пріском у здирництві та зносинах з магами (ймовірно, брехливо). Втім за звинуваченням стояла Агріпіна, дружина імператора Клавдія, яка хотіла заволодіти садами Статілія Тавра. Не чекаючи вироку, Тавр наклав на себе руки. Його обвинувач був виключений з сенаторського стану.

## Родина
- Статілія Мессаліна
- Тит Статілій Тавр